# Eorhincodon
 (novembre 2016).
Si vous disposez d'ouvrages ou d'articles de référence ou si vous connaissez des sites web de qualité traitant du thème abordé ici, merci de compléter l'article en donnant les références utiles à sa vérifiabilité et en les liant à la section « Notes et références ».
Eorhincodon tianshanensis
Genre
Espèce
Eorhincodon tianshanensis (unique espèce du genre Eorhincodon) est une espèce éteinte de requins Orectolobiformes de la famille des  Rhincodontidae, donc proche de l'actuel requin baleine et du genre éteint  Palaeorhincodon. Il mesurait 4 à 9 mètres de long et pesait 5 tonnes. Le genre a vécu au Crétacé, il y a entre 105,3  à   94,3 millions d'années en Russie et en Chine. Il s'agit d'un des plus vieux de sa famille.